# Relations entre le Royaume-Uni et l'Union européenne de 1973 à 2019
Cet article concerne les relations entre le Royaume-Uni et les Communautés européennes (devenues l'Union européenne) après son adhésion. Pour les relations antérieures à cette adhésion, voir Relations entre les Communautés européennes et le Royaume-Uni de 1952 à 1973. Pour les relations postérieures au retrait, voir Relations entre le Royaume-Uni et l'Union européenne.
Les relations entre le Royaume-Uni et l'Union européenne de 1973 à 2019 sont des relations verticales impliquant l'organisation supranationale et ce qui est alors un de ses États membres. Le Royaume-Uni est l'un des États les plus eurosceptiques de l'Union. Les résultats du référendum du 23 juin 2016 entraînent le retrait du pays de l'UE. Ces résultats entraînent une forte division entre les différentes nations du Royaume-Uni, l'Écosse indiquant son souhait d'organiser un référendum pour son indépendance du Royaume et le maintien dans l'Union européenne, et l'Irlande du Nord souhaitant conserver sa frontière ouverte avec l'État d'Irlande.
En janvier 2017, la Première ministre norvégienne, Erna Solberg, estime que le Royaume-Uni va participer, dans le cadre du Brexit, aux pourparlers les plus compliqués depuis la Seconde Guerre mondiale.

## Historique

### Sous le mandat d'Edward Heath (1970-1974)
Au Royaume-Uni, l'adhésion est approuvée le 28 octobre 1971 par la Chambre des communes alors que l'opinion publique britannique est partagée sur le bien-fondé de l'adhésion à la Communauté économique européenne (CEE). Le 22 janvier 1972, Edward Heath, partisan d'une adhésion, signe à Bruxelles le traité d'adhésion ; le 13 juillet 1972, la Chambre des communes se prononce à nouveau en faveur de l'adhésion, le 20 septembre, la Chambre des lords fait de même et le 6 octobre, la Reine clôt la procédure d'adhésion et le Royaume-Uni intègre la Communauté européenne dès le 1er janvier 1973.

### Sous le mandat de Harold Wilson (1974-1976)
Du côté de l'opposition, Edward Heath et Margaret Thatcher soutiennent l'entrée du Royaume-Uni dans le marché commun.

### Sous le mandat de James Callaghan (1976-1979)
Du côté de l'opposition, Margaret Thatcher demande qu'une « approche européenne commune de la défense » soit élaborée et critique la non-ratification du mécanisme de change européen par le gouvernement Callaghan.

### Sous le mandat de Margaret Thatcher (1979-1990)
En mai 1979, Margaret Thatcher, nouvellement élue, reçoit le chancelier Helmut Schmidt à Londres et déclare que l'adhésion du Royaume-Uni à la Communauté économique européenne était « une bonne chose pour l'Europe et la Grande-Bretagne ». Cependant, en 1979, le Royaume-Uni participe plus au budget européen qu'il n'en bénéficie par des aides, etc. Ainsi, Margaret Thatcher va se rendre auprès des chefs d’États et de gouvernement des États membres d'alors pour négocier un remboursement. Ainsi, elle sera présente à Bonn auprès de Helmut Schmidt le 2 novembre 1979 et recevra le président français Valéry Giscard d'Estaing le 20 novembre. Le 26 novembre, le président de la Commission européenne Roy Jenkins propose de réduire de 3 milliards de francs le déficit britannique s'élevant alors à 9 milliards. Margaret Thatcher juge cette proposition insuffisante.
Les 29 et 30 novembre 1979 est organisée, à Dublin, une réunion du Conseil européen. Ce sommet est considéré comme un échec en matière budgétaire et, le dernier jour, Margaret Thatcher déclara à un journaliste du Guardian : « I want my money back ».
Finalement, Margaret Thatcher obtient le « rabais britannique », dont la France est le principal contributeur.
En 1986, Margaret Thatcher joue un rôle important dans la conclusion de l'acte unique européen.
En 1988, elle déclare à Bruges : « Nous n'avons pas réussi à repousser les frontières de l'État avec succès en Grande‑Bretagne pour nous les voir réimposées au niveau européen, avec un super-État européen exerçant une nouvelle domination depuis Bruxelles ».
En 1990, elle s'oppose à la réunification allemande.

### Sous le mandat de John Major (1990-1997)
Lors de sa campagne, John Major avait promis de garder le Royaume-Uni « au cœur de l'Europe » et revendiqua avoir réussi à négocier plusieurs aspects du traité de Maastricht : les chapitres sociaux et l'option de retrait sur la monnaie unique, le retrait de la mention d'une « Europe fédérale » et le fait que la politique étrangère et de défense soit maintenue dans les domaines de coopération intergouvernementaux. Cependant, ces revendications de John Major sur sa réintégration du Royaume-Uni « au cœur de l'Europe » est critiquée. En effet, les éléments obtenus par le Royaume-Uni lors des négociations du traité de Maastricht résultent du contrôle exercé par la faction eurosceptique du parti conservateur et du Cabinet britannique. Ainsi, en matière de politique de sécurité et de défense, le gouvernement de John Major a insisté pour que l'OTAN reste le cadre principal des discussions sur ces sujets, reléguant l’Union européenne a un rôle marginal sur le sujet. Ces acquis britanniques lors des négociations seront notamment à l'origine de l’inaction des Européens lors des guerres de Yougoslavie.
Bien que l'opposition travailliste soutenait le traité, ils étaient prêts à s'opposer stratégiquement à certaines dispositions pour affaiblir le gouvernement. Cette opposition se manifestait notamment par des propositions d'amendement demandant un vote sur les aspects du chapitre social du traité avant qu'il soit ratifié. Plusieurs députés conservateurs, appelés les rebelles de Maastricht, votèrent contre le traité, et le gouvernement fut vaincu. Major organisa un autre vote, le 23 juillet 1993, qu'il déclara être un vote de confiance. Il remporta le vote par 40 voix, mais son autorité au Parlement resta endommagée.
Ce même jour, Major donna une interview à Michael Brunson d'ITN et, alors qu'il pensait que les microphones étaient éteints, Brunson demanda pourquoi il n'avait pas renvoyé les ministres qui conspiraient contre lui. Major répondit : « Pensez-y de ma perspective. Vous êtes le Premier ministre, avec une majorité de 18 … d'où pensez vous que la plupart du poison vient ? De ceux qui sont dépossédés ou qui n'ont jamais rien possédé. Voulons-nous trois plus de ces salauds dehors ? Quelle est la maxime de Lyndon B. Johnson ? »,. Major commenta plus tard ses propos et déclara qu'il avait pris le nombre 3 au hasard et qu'il faisait référence aux « anciens ministres qui avaient quitté le gouvernement et qui commençaient à faire des dégâts avec leurs activités anti-européennes », mais des journalistes suggérèrent que les trois en question étaient Peter Lilley, Michael Portillo et Michael Howard (trois des principaux eurosceptiques de son cabinet).
Début 1994, John Major apposa son veto à la nomination du politicien belge Jean-Luc Dehaene en tant que président de la Commission européenne (pour remplacer Jacques Delors) car il était trop fédéraliste. Cependant, en dépit de ses efforts, il fut obligé d'accepter la nomination du politicien luxembourgeois, aux vues similaires, Jacques Santer. À la même période, Major essaya d'exiger une augmentation des votes à la majorité qualifiée dans l'Union européenne nouvellement élargie, afin de permettre au Royaume-Uni, avec l'aide d'autres États membres, de bloquer toutes mesures de nature fédéraliste. Cependant, après cet appel, Tony Marlow appela ouvertement à sa démission.

### Sous le mandat de Tony Blair (1997-2007)
À l'origine, l'arrivée de Tony Blair au gouvernement britannique ne change pas la position du Royaume-Uni sur certains aspects de sa politique européenne. Ainsi, le Royaume-Uni rejette toute intégration de l’Union de l'Europe occidentale à l'Union européenne dans les négociations du traité d'Amsterdam.
Cependant, la présidence britannique du Conseil de l'Union européenne en 1998 fut également l'occasion pour le Royaume-Uni de changer sa position vis-à-vis de la défense européenne en ouvrant des discussions sur le sujet dans le cadre de l'Union européenne (au lieu de ses refus précédents basés sur le tout OTAN).
La présidence britannique fut également l'occasion pour le gouvernement britannique de participer à la préparation à l'euro, tout en ne l’adoptant finalement pas.
L'élan britannique pour la défense européenne prit fin lorsque les Britanniques décident d'intervenir aux côtés des États-Unis lors de la guerre d'Irak à l’automne 2002.
À la suite du rejet du Traité établissant une Constitution pour l'Europe en France et aux Pays-Bas en 2005, Tony Blair repoussa le référendum et le Secrétaire aux Affaires étrangères Jack Straw annonça que la loi visant à organiser le référendum était suspendue indéfiniment. À l'origine toutefois, le traité disposait que, le processus de ratification devait continuer à moins que le traité ait été rejeté par au moins 5 des 25 États membres de l'Union européenne d'alors (qui devaient toutefois à terme tous le ratifier). Dans un discours au Parlement européen, Tony Blair déclara qu'il croyait en une Europe politique avec une forte dimension sociale.
Jacques Chirac et Gerard Schröder se sont rencontrés plusieurs fois afin de mettre un terme au rabais britannique, en vigueur depuis 1984. Lors du Conseil européen des 16 et 17 juin 2005, au sujet du budget de l'Union pour les années 2007-2013, Blair refusa de renégocier le rabais sans qu'il y ait de révision du budget de l'Union, notamment en ce qui concerne la politique agricole commune (PAC). Finalement, celle-ci fut maintenue telle qu'elle avait acceptée en 2002 et aucune décision ne fut prise sur le budget durant la présidence luxembourgeoise.

### Sous le mandat de Gordon Brown (2007-2010)
Le 5 mars 2007, le gouvernement Gordon Brown remporta un vote à la Chambre des Communes sur les modalités d'adoption du traité de Lisbonne face aux Conservateurs. En effet, ces derniers souhaitent l'organisation d'un référendum. Gordon Brown estime alors que la position politique qu'avait maintenu le Royaume-Uni lors des négociations, signifiait que le nouveau traité modificatif n'était pas le même que le projet non-abouti de Constitution européenne et que, par conséquent, le manifeste du Parti travailliste de 2005 ne s'appliquait pas.
Gordon Brown fut critiqué par l'opposition et la presse qui estimaient que ni le Premier ministre ni son parti n'avait le mandat pour ratifier le traité sans consentement du public. David Cameron estimait que le gouvernement avait violé le manifeste du parti travailliste de 2005. Gordon Brown répliqua que le projet de Constitution avait été modifié suffisamment pour que celui-ci devienne un traité ordinaire ne nécessitant plus un référendum. Il ajouta notamment que le traité était trop complexe pour être adopté par référendum.
Le 13 décembre 2007, le Secrétaire aux Affaires étrangères David Miliband se rendit à la cérémonie officielle de signature du traité de Lisbonne pour représenter Gordon Brown. Lors de la cérémonie, le Premier ministre britannique assistait à une réunion du Comité de liaison de la Chambre des communes lors de laquelle il promit qu'il y aurait un débat au Parlement avant la ratification du traité. À la suite de la réunion, il se rendit au Portugal pour apposer sa signature sur le traité.
En 2010, lors d'un débat organisé dans le cadre des élections générales britanniques de 2015 à Leeds, Gordon Brown déclara que la signature du traité de Lisbonne avait été faite afin de protéger la souveraineté britannique. Lors de ces élections, les Conservateurs promirent l'organisation d'un référendum pour tout projet de traité augmentant les compétences de l'Union européenne.

### Sous le mandat de David Cameron (2010-2016)

#### Réouverture du débat sur l'appartenance et opposition aux institutions
Le Royaume-Uni s'est opposé à la signature du pacte budgétaire dont la création a été décidée lors du Conseil européen du 9 décembre 2011. David Cameron a justifié cette décision dans le but de protéger l'attractivité économique du Royaume-Uni.
Le 23 janvier 2013, il annonce que sans réforme de l'Union européenne, et en cas de réélection en 2015, il organisera en 2017 un référendum pour consulter le peuple britannique sur sa volonté de rester dans l'UE.
Fin 2014, David Cameron s'est opposé à la nomination de Jean-Claude Juncker à la fonction de président de la Commission européenne car il juge celui-ci trop fédéraliste. Il a ainsi exigé que la nomination du président de la Commission par le Conseil européen se fasse par un vote. Charles Grant, du Centre pour les réformes européennes, estime que la position de David Cameron sur la nomination de Jean-Claude Juncker repose principalement sur la crainte d'un retrait du Royaume-Uni de l'Union européenne. Charles Grant se déclare convaincu que « le choix de Jean-Claude Juncker peut renforcer l’opinion publique dans son euroscepticisme ». En dépit de ses efforts, c'est finalement Jean-Claude Juncker qui est nommé avec le soutien des autres États membres de l'Union.
Le 23 octobre 2014, la Commission européenne a envoyé une requête au gouvernement britannique indiquant que la contribution du Royaume-Uni au budget de l'Union européenne devait augmenter de 2,1 milliards d'euros. Le président sortant de la Commission européenne José Manuel Barroso a déclaré que cette requête est basée sur « des mécanismes sur lesquels [les États membres] se sont tous mis d'accord à l'unanimité ». Il a ajouté que ce calcul se faisait sur la base des données concernant le RNB fournies par les bureaux statistiques des États membres, dont les paramètres de calcul ont été décidés par un accord entre les 28 États membres de l'Union européenne et de l'évolution économique de ces derniers. En conséquence, ’Office for National Statistics du Royaume-Uni a ramené dans son calcul du RNB plusieurs secteurs d'activité à la suite de cette décision, ajoutant 74 milliards de livres au RNB 2013. Cependant, le 24 octobre 2014, lors d'une conférence de presse en marge du Conseil européen des 23 et 24 octobre 2014, David Cameron a déclaré que cet ajustement était « totalement injustifié et inacceptable » ajoutant que « quand une économie croît plus rapidement, il peut y avoir des ajustements [… mais] jamais, on nous a présenté une facture de 2 milliards d’euros »,. Il a indiqué que le Royaume-Uni ne verserait pas les 2,1 milliards le 1er décembre.
Cette position du gouvernement britannique entraîna plusieurs réactions. Du côté de l'Union européenne et des autres États membres, le Premier ministre irlandais Enda Kenny – dont le pays est aussi concerné par l'augmentation de la contribution budgétaire – a déclaré que l'adhésion à l'Union européenne et l'adoption volontaire des règles discutées au niveau européen obligeaient les États membres à respecter ces engagements. Le président français François Hollande a déclaré qu'il fallait « respecter les traités », précisant que ce principe concernait tous les États membres. Le ministre néerlandais des Finances et président de l'Eurogroupe Jeroen Dijsselbloem a qualifié cette requête de « désagréable surprise », précisant que la demande de la Commission allait être examinée pour déterminer l'origine de la hausse. Le Premier ministre luxembourgeois Xavier Bettel a déclaré comprendre le Royaume-Uni qui apprend qu'il doit « [payer] d'un coup 2 milliards d'euros en décembre » ajoutant qu'il faudra aménager les modalités du paiement et de remboursement. Le commissaire sortant au Budget, Jacek Dominik a rappelé que si le Royaume-Uni ne verse pas cette contribution, la Commission pourra demander la raison de ce retard et, sans réponse, pourra commencer à imposer des amendes.
Au Royaume-Uni, John Redwood (Conservateur) et Nigel Farage (UKIP) ont déclaré que David Cameron ne doit pas verser la contribution supplémentaire au budget européen.
David Cameron a évoqué la possibilité de demander un débat sur les ressources propres du budget, néanmoins l'ancien commissaire au budget Jacek Dominik rappelle que cela serait risqué de mettre un terme au rabais britannique, dont la France est le premier contributeur. Selon EurActiv, le Premier ministre britannique s'oppose à ce que la France puisse bénéficier d'une réduction de sa contribution au budget de 525,3 millions d'euros.

#### Référendum de 2016
Le 23 juin 2016, le Royaume-Uni vote en faveur d'un retrait de l'Union européenne à près de 51,9 %. Bien que le référendum ne soit pas contraignant en soi, le Premier ministre David Cameron indique dans un discours faisant suite au référendum que la volonté du peuple britannique serait respectée et que des négociations débuteraient le plus rapidement possible. Dans ce même discours, il indique son intention de démissionner afin que les retraits soient menés par son successeur.
Rapidement, les résultats du référendum ont également montré une fracture au sein du Royaume-Uni. Ainsi, l'Écosse, l'Irlande du Nord, Londres et Manchester ont voté en faveur du maintien dans l'Union européenne. La Première ministre écossaise Nicola Sturgeon a déjà indiqué que l’Écosse et ses administrés se voyaient dans l'Union, sous-entendant la volonté de son parti d'organiser un nouveau référendum d'indépendance. De la même manière, le parti irlandais Sinn Féin a appelé à l'organisation d'un référendum sur l'unification de l'Irlande. Le volet politique de l'IRA a déclaré que « le gouvernement britannique a perdu tout mandat pour représenter les intérêts économiques et politiques des Nord-Irlandais ». Le parti républicain irlandais a indiqué que le référendum avait « des conséquences énormes sur la nature de l’État britannique » du fait de l'importante contribution financière de l'Union européenne pour la mise en œuvre de l'accord du Vendredi saint. Le hashtag « #Londependence » apparaît également, demandant l'indépendance de Londres et son maintien dans l'Union européenne.

#### Positionnements politiques après le rejet par référendum
Le choix du retrait de l'Union à la question posée par référendum entraîne un décrochage des marchés financiers. Ce positionnement britannique pose également la question de la présidence prochaine que le Royaume-Uni doit exercer du Conseil de l'Union européenne.
À la suite du Brexit, le commissaire européen britannique, Jonathan Hill, a démissionné en estimant que, « puisque nous passons à une nouvelle phase, je ne crois pas qu’il soit bien de continuer en qualité de commissaire britannique comme s’il ne s’était rien passé ».
Du côté Union européenne, le président du Parlement européen, Martin Schulz, a estimé « scandaleux » le choix de M. Cameron de ne quitter ses fonctions qu’en octobre considérant que « tout un continent est pris en otage ». Les six États fondateurs souhaitent que le Royaume-Uni engage « le plus vite possible » la procédure de sortie de l’Union européenne. Frank-Walter Steinmeier le formule avec les termes suivants : « nous disons ici, ensemble, que ce processus doit commencer aussi vite que possible pour qu’on ne se retrouve pas embourbé ».
Le 25 juin 2016, le président du Conseil européen, Donald Tusk, a choisi Didier Seeuws, diplomate de nationalité belge, pour coordonner les négociations avec le Royaume-Uni relatives à sa sortie de l'Union européenne. Toutefois, le 27 juin 2016, l'Union européenne rappelle qu'elle ne pré-négociera pas avec le Royaume-Uni tant que l'article 50 n'est pas activé.
Du côté du Royaume-Uni, l’Écosse, au travers de sa Première ministre, Nicola Sturgeon, a déclaré son intention de mener des « discussions immédiates » avec Bruxelles dans le but de « protéger sa place dans l’Union européenne » une fois le Royaume-Uni sorti.
L’union européenne a mis en place une « task force sur l’article 50 », menée par Didier Seeuws, afin de disposer de force opérationnelle pour produire les propositions législatives qui accompagneront le départ du Royaume-Uni.
Le 27 juin 2016, lors de son intervention devant la Chambre des communes, David Cameron annonce que son gouvernement n'invoquera pas l'article 50 et laissera le gouvernement qui lui succédera le faire. Il ajoute, par ailleurs, que son successeur sera connu avant le 2 septembre 2016. Lors de son intervention, il exclut la tenue d'un second référendum, rejetant ainsi la pétition appelant à un nouveau référendum et les appels du gouvernement polonais demandant à ce qu'un nouveau référendum puisse être organisé. Il annonce son intention de nommer un nouveau commissaire européen britannique.
Le 30 juin 2016, Boris Johnson, le leader du brexit du parti gouvernemental se retire de la compétition.
Dès cet instant, les médias considèrent la ministre de l’intérieur, Theresa May, bien qu'eurosceptique anti-brexit comme chef naturelle d'après les sondages. Un autre candidat important est Michael Gove qui adhérait à la motion du brexit.
Le 12 juillet, Enda Kenny considère que le Royaume-Uni ne peut-pas espérer, une fois sortie de l'UE, avoir accès au marché commun des biens et services si elle n'accepte pas la liberté de circulation des ressortissants européens : il souhaite préserver la zone commune de voyage qui existe depuis 1922. Partant du principe un l'héritage est fragile, il considère que « la paix ne peut être tenue pour acquise », raison pour laquelle il souhaite que le Royaume-Uni ne fragilise pas le processus de paix en Irlande du Nord.
Le même jour, Pierre Moscovici, commissaire européen aux affaires économiques a souhaité que la future Première ministre britannique, Theresa May, hâte les discussions entre l'UE et le Royaume-Uni sur le Brexit ; pour lui, « il est possible que le processus de discussion avec l'Union européenne s'accélère aussi. Je pense que c'est ce que de nombreuses personnes attendent et espèrent ».
David Cameron remet finalement sa démission à la reine le 13 juillet dans l'après-midi.

### Sous le mandat de Theresa May (2016-2019)

#### Premier mandat (2016-juin 2017)

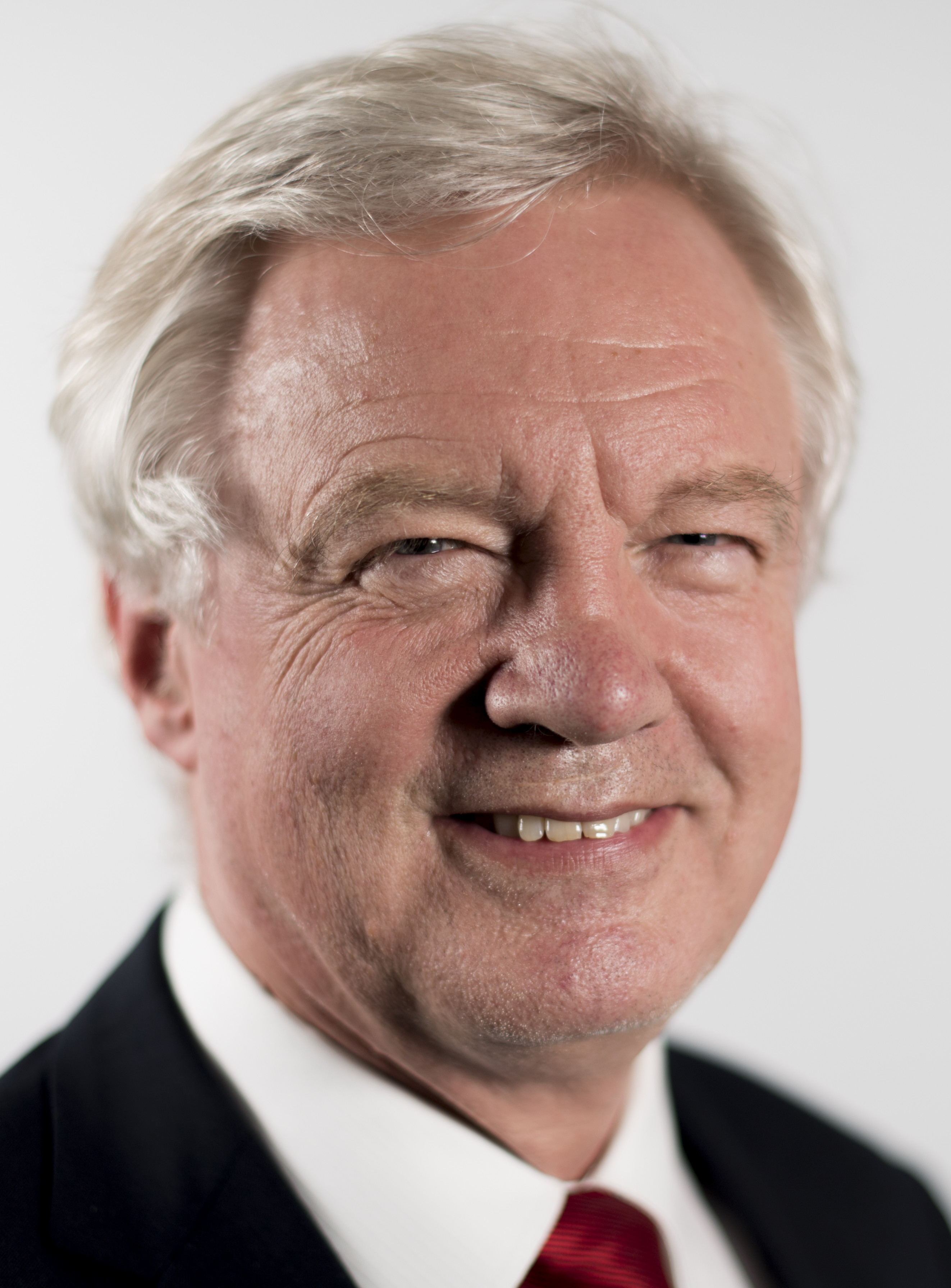
David Davis, Secrétaire d'État à la sortie de l'Union européenne.

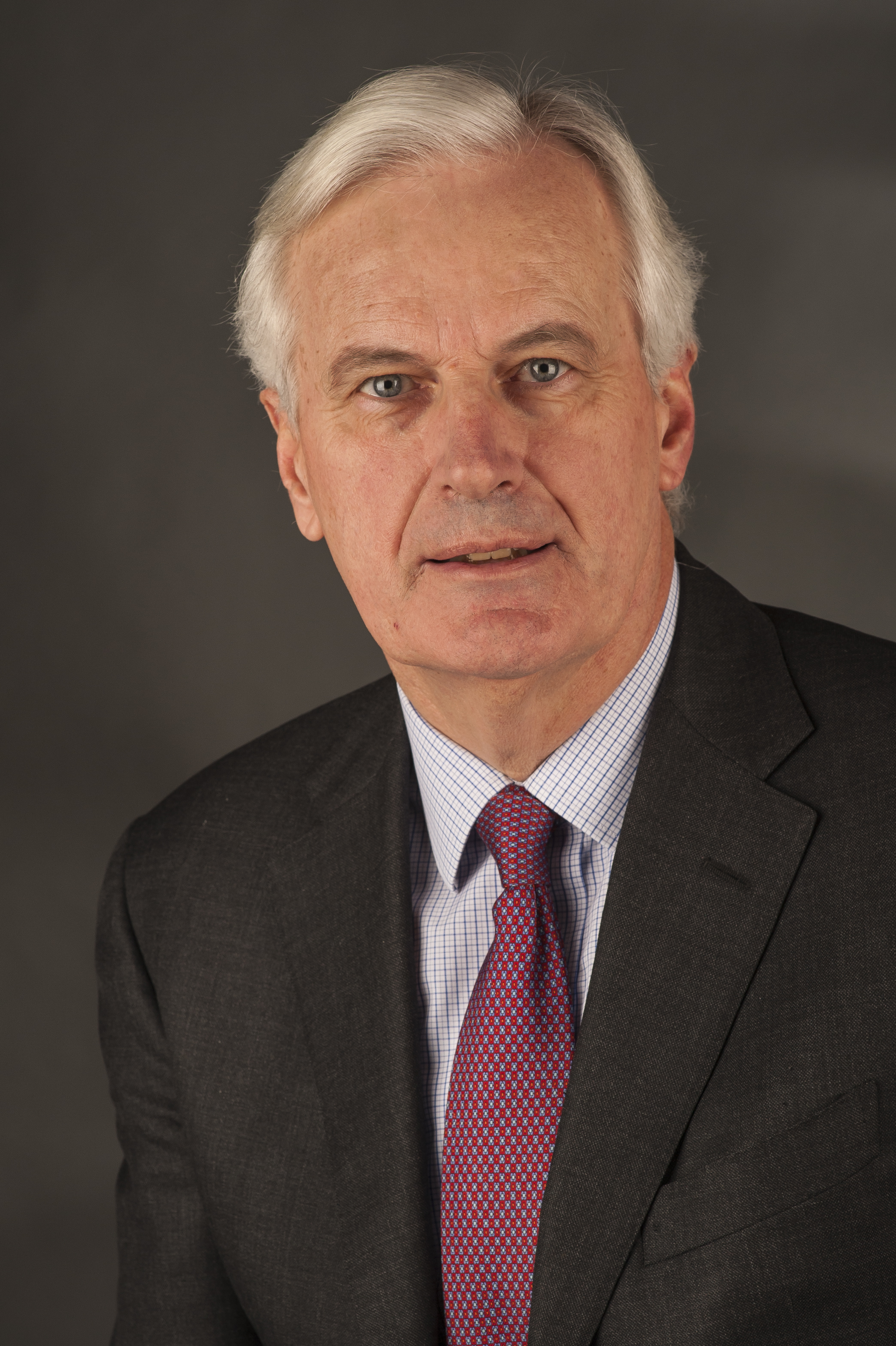
Michel Barnier, négociateur de l'Union européenne.

Theresa May, connue pour ses prises de position eurosceptiques, crée la surprise en se prononçant pour le maintien du Royaume-Uni dans l'Union européenne, mais se tient à l'écart de la campagne en vue du référendum du 23 juin 2016. Après la victoire des partisans d'une sortie du Royaume-Uni de l'Union européenne à l'issue du référendum, elle annonce, le 30 juin, sa candidature à l'élection à la direction du Parti conservateur, afin de remplacer David Cameron, démissionnaire, au poste de Premier ministre du Royaume-Uni.
Elle arrive nettement en tête des votes des députés. Le 11 juillet 2016, à la suite du retrait d'Andrea Leadsom, sa dernière concurrente encore en lice, elle devient chef du Parti conservateur,. David Cameron annonce qu'il présentera sa démission deux jours plus tard. Finalement, le 13 juillet, Theresa May entre en fonction, alors que le nouveau Premier ministre ne devait initialement être désigné qu'en septembre,.

##### Nominations des acteurs des négociations après le référendum
David Davis devient ministre, Secrétaire d'État à la sortie de l'Union européenne chargé du Brexit. Boris Johnson devient ministre des affaires étrangères.
Jean-Claude Juncker a félicité la nouvelle Première ministre sur Twitter, déclarant que « le résultat du référendum du Royaume-Uni a créé une nouvelle situation à laquelle le Royaume-Uni et l'Union européenne doivent répondre bientôt. J'ai hâte de travailler étroitement avec vous et d'apprendre vos intentions à ce sujet ».
Selon Martin Schulz, président du Parlement européen, s'exprimant à la suite de la nomination du nouveau Cabinet par Theresa May, la nomination du nouveau cabinet vise plus à unifier le parti conservateur qu'à garantir le futur du Royaume-Uni.
Dans ce contexte, le Royaume-Uni a refusé de prendre en charge la présidence semestrielle tournante du Conseil de l'Union européenne qui lui incombe en 2017.
Michel Barnier a été choisi en juillet 2016 par Jean-Claude Juncker, président de la Commission européenne pour conduire des négociations difficiles relatives à la sortie du Royaume-Uni de l'UE. Le 1er octobre, Michel Barnier a pris fonction ; il est secondé par Sabine Weyand, précédemment directrice générale adjointe au Commerce. Il est prévu qu'au cours des négociations, leur groupe traite trois thématiques : le marché intérieur et les sujets transversaux ; le budget et les questions financières ; le commerce et les relations extérieures. Stéphanie Riso est à la tête d'un groupe chargé de la stratégie, de la coordination et de la communication et composé d'un conseiller diplomatique, d’un conseiller juridique et d’un conseiller en communication L'équipe de l'Union européenne organise une tournée des vingt-sept capitales avant la fin décembre 2016. La tournée vise deux à trois pays par semaine, en commençant par Berlin, La Haye, Bucarest, Varsovie et Dublin.
À la fin du mois de juin 2016, le président du Conseil européen Donald Tusk a nommé Didier Seeuws, à la tête d'un groupe chargé du Brexit.
Le Parlement européen a mandaté Guy Verhofstadt, président du groupe Alliance des démocrates et des libéraux pour l’Europe sur la question du Brexit. Les différentes commissions du parlement doivent analyser les législations concernées, de manière à adopter en mars une résolution pour tracer les lignes de négociation des députés.
Mike Russell est le ministre écossais du Brexit. Il souhaite que dans l'envoi aux autorités européennes par la Première ministre britannique Theresa May relatif à l'article 50 du traité sur l’Union européenne figure un engagement de négocier des conditions particulières pour l’Écosse et pour l'Irlande du Nord, de manière que le Brexit ne soit pas unique pour le Royaume-Uni et que des accords spécifiques soient aménagés pour chaque nation constitutive,.

##### Calendrier de mise en œuvre du retrait
Deux mois après le référendum britannique, le président du Conseil européen à Londres, Donald Tusk, a rencontré Theresa May. Il a indiqué que pour que la sortie effective du Royaume-Uni de l'Union européenne se fasse, les Britanniques doivent déclencher « le plus tôt possible » l'article 50 ; pour lui, « La balle est dans votre camp ».
David Davis souhaite obtenir « un accord sur mesure pour la Grande-Bretagne et pas une solution « standard ». Cela veut dire contrôler le nombre de personnes qui se rendent en Grande-Bretagne depuis l'Europe, mais également une solution positive pour ceux qui veulent vendre des biens et des services ». Mais pour Anna Soubry, « nous ignorons encore tout des projets du gouvernement après la déclaration de David Davis. Son optimisme ne suffit pas et la phrase « le Brexit, c'est le Brexit » a déjà dépassé sa date de péremption.
Le Président du Parlement européen, Martin Schulz a déclaré que la question du Brexit doit être abordée dans un souci d'équité, ainsi le Parlement européen devra jouer son rôle dans l'établissement de la nouvelle relation entre l'Union et le Royaume-Uni, en se positionnant sur tout traité de retrait et tout traité ultérieur.
Toutefois, il est nécessaire que l'article de retrait soit déclenché par le Royaume-Uni assez tôt afin d'éviter que des élections européennes ne se tiennent au Royaume-Uni en 2019.
Le 2 octobre 2016, Theresa May a annoncé vouloir faire une loi symbolique d'abrogation pour prendre la suite de l'Union européenne. Cette loi, comme le déclenchement de l'article 50 sont prévus pour mars 2017. Pour Thereas May, cela est supposé faire du « Royaume-Uni un pays souverain et indépendant à nouveau ».
Le jeudi 3 novembre, la Haute cour de justice de Londres a décidé que le gouvernement n'avait pas seul le pouvoir suffisant pour déclencher la procédure de sortie de l’Union européenne ; ainsi, il doit consulter le Parlement.
D'après Guy Verhofstadt, le Royaume-Uni et l'Union européenne ne disposeront que de 14 à 15 mois pour négocier le Brexit à la suite du déclenchement formel de la procédure, dans la mesure où le parlement aura besoin de quelques mois pour valider le texte.
Le 6 décembre, le négociateur de la Commission européenne chargé du Brexit, considère que l'accord de sortie du Royaume-Uni de l'Union européenne devra être conclu d'ici octobre 2018.

##### Préparations des négociations
L'éventualité d'une sortie du Royaume-Uni de l'Union européenne pose des questions complexes quant aux futures négociations, pour certains diplomates, ces pourparlers seront « un sujet gigantesque, d'une magnitude plus importante encore qu'une procédure d'adhésion ». Ils concerneront deux thématiques principales : le divorce du Royaume-Uni sur les questions institutionnelles, budgétaires et administratives d'une part et l'enjeu de la définition de la future relation entre l'Union et le Royaume-Uni d'autre part.
Le Royaume-Uni pourrait embaucher 30 000 nouveaux fonctionnaires afin d'étudier les questions posées par le retrait ; le coût des pourparlers de la Commission européenne attendus est d'environ 60 milliards d'euros, devant être refacturés au Royaume-Uni, mais pour Iain Duncan Smith, le coût annoncé est une « mauvaise blague ».
La future relation entre le Royaume-Uni et l'UE pourrait nécessiter une négociation d'une dizaine d'années. Dans cette perspective, un statut transitoire pourrait être envisagé.
Pour David Davis, « le succès des négociations dépend très grandement de notre manière de gérer l'information et de garder secret ce qui doit l'être jusqu'à la dernière minute ».
Le 3 janvier 2017, le représentant permanent britannique auprès de l'UE, Ivan Rogers, démissionne après avoir passé trois ans en poste et avoir déclaré que « les négociations pour sortir de l'UE pourraient prendre une décennie ». Il est remplacé dès le lendemain par Tim Barrow décrit comme un négociateur « coriace » par les médias,.
La préparation du Brexit implique environ 20 personnes du côté britannique, et de 600 côté européen.

##### Position britannique
La commission parlementaire pour le suivi a publié samedi 14 janvier un rapport appelant à la publication d'un plan détaillé de sortie de l'Union européenne avant la mi-février. Elle souhaite en effet que la position du gouvernement sur le marché unique et sur l'union douanière puisse être connue du Parlement et du public.
Cette position pourrait être publiée sous la forme d'un livre blanc.
La position britannique est annoncée par Theresa May le 17 janvier 2017. Theresa May justifie la possibilité d'un Brexit, « décidé de quitter l'Union européenne non pas parce que nous rejetons ses valeurs ou pour lui causer du tort, mais pour restaurer notre droit à l'auto-détermination ». Pour Theresa May, « le Royaume-Uni ne peut pas continuer à faire partie du marché unique », ce qui donne au retrait britannique le sens d'une sortie du marché unique. Theresa May a indiqué vouloir sortir de l'union douanière qui réunit l'UE et la Turquie, de manière que le Royaume-Uni puisse négocier ses propres accords commerciaux avec le reste du monde. Elle souhaite pouvoir négocier un accès sans barrières douanières au marché européen pour certains secteurs, comme l'automobile.
Le président du Conseil européen Donald Tusk a apprécié l'évolution du discours de Theresa May vers les réalisme.
Pour le président de la commission Hilary Benn, « quel que soit l'accord conclu, le parlement devra se voir donner la possibilité de voter dessus ». La Cour suprême est saisie pour donner sa position sur le rôle du parlement.
De son côté David Davis, souhaite la proposition d'un accord de transition durant les négociations de sortie de l'UE. Il s'agit pour lui de développer un nouveau partenariat fort entre l'UE et le Royaume-Uni.
En réponse à la déclaration de Theresa May, Jean-Claude Juncker a considéré que le Royaume-Uni et l'Union européenne devait aboutir à une solution équilibrée, dans le respect intégral de nos règles.
Pour Jean-Claude Juncker : « dès que le Royaume-Uni aura activé l'article 50 du TUE, il y aura une négociation inédite qui devrait aboutir en deux ans et dont les conséquences seront considérables pour le Royaume-Uni, ses 27 partenaires et l'UE toute entière ». Toutefois, Jean-Claude Juncker a reconnu que ces négociations seront difficiles en raison de la nécessité de considérer le Royaume-Uni comme un pays tiers.
Le 24 janvier 2017, la Cour suprême du Royaume-Uni rend sa décision. Le gouvernement devra obtenir l'aval du Parlement britannique pour valider les résultats du référendum et enclencher l'article 50 du TUE. En revanche, la Cour suprême rejette la position selon laquelle les assemblées dévolues d’Écosse, d'Irlande du Nord et du Pays de Galles devaient se prononcer avant que l'article 50 ne soit invoqué.
L'Union européenne doit se réunir peu de temps après l'invocation de l'article 50, de manière que les négociations de sortie du Royaume-Uni puissent commencer quatre ou cinq semaines plus tard.

##### Notification du Brexit
La demande de retrait est notifiée le 29 mars 2017 à l'Union européenne dans une lettre remise par l'ambassadeur.

#### Deuxième mandat de Theresa May (depuis juin 2017)
À la suite des élections anticipées, Theresa May perd la majorité absolue au parlement, consulte la reine du royaume, et forme un nouveau gouvernement avec le soutien du DUP (Northern Ireland’s Democratic Unionist party).
Toutefios, la chancelier Philip Hammond, le foreign secretary Boris Johnson, le ministre de l'intérieur Amber Rudd, et le Brexit secretary David Davis et le defence secretary Michael Fallon restent en poste.
D'après Nigel Dodds l'accord entre les tories et le DUP est basé sur la promesse de l'absence de statut spécial post-Brexit pour l'Irlande du Nord motivé par un risque d'Irlande Unie.
L'arrivée du DUP comme support incontournable des tories, lui permet de faire valoir ses priorités :
- facilité de commerce avec la république d'Irlande et à travers l'Union européenne ;
- un reflet complet des circonstances particulières de l'Irlande du Nord qui partage une frontière terrestre avec l'Union européenne ;
- des frontières sans friction avec la république d'Irlande assistant les transfrontaliers et les voyageurs passant la frontière ;
- un accord douanier et de libre échange complet avec l'union européenne ;
- le positionnement de l'Irlande du Nord comme une passerelle commerciale pour permettre à la république d'Irlande l'accès au marché plus vaste du Royaume-Uni ;
- des protections fortes pour l'agro-alimentaire pour se prémunir des vulnérabilités que pourraient causer des importations excessivement trop bon marché[88].

Certains analystes de la fondation Robert-Schuman considèrent que le résultat des élections générales de 2017 en affaiblissant le gouvernement, risque de compliquer et de retarder des négociations, en donnant du pouvoir aux extrémistes de son parti, les Brexiters qui ne comprennent pas les conséquences pour les gens, pour le commerce ou pour la finance de la rupture de ces liens d’intérêt mutuel.
Le Labour souhaite coordonner les différents partis politiques britanniques, pour faire démissionner Theresa May et délivrer un Brexit moins pénalisant.
Le 19 juin 2017 marque le début officiel des négociations formelles du retrait britannique.
Sous le mandat de Theresa May, un de ses ministres, Philip Hammond a considéré que l'UE était une ennemie : « The enemy, the opponents are out there, they’re on the other side of the negotiating table. Those are the people we have to negotiate with, negotiate hard to get the very best deal for Britain », alors que les deux entités politiques sont membres de l'OTAN. Il s'est toutefois excusé en donnant pour explication son mauvais choix des mots : « In an interview today, I was making the point that we are united at home. I regret I used a poor choice of words. […] We will work with our friends and partners in the EU on a mutually beneficial Brexit deal ».

### Sous le mandat de Boris Johnson depuis 2019
Sous le mandat de Boris Johnson depuis 2019, l'accord de retrait est retouché sur quelques points et signé par le parlement britannique.
À partir du retrait effectif du RU de l'UE, des discussions ambitieuses doivent se tenir pendant les onze mois de transition au sujet des relations futures entre le RU et l'UE pour la sécurité et les droits de douane.

## Rapport entre le droit de l'Union européenne et le droit britannique
Les magistrats de la plus haute cour du Royaume-Uni considèrent que la loi britannique de 1972, en actant l’adhésion à la Communauté économique européenne, permet à l’UE de produire de façon indépendante des lois automatiquement incorporées dans la législation nationale, tant que le pays reste membre de l'Union européenne. Il s'agit donc du transfert d'une partie du pouvoir législatif du Parlement britannique vers les institutions de l’Union européenne. Pour cette cour, seul le parlement peut rompre ce transfert qui est considéré par les Britanniques comme un changement constitutionnel.
Toutefois, le Royaume-Uni se définit comme un État dualiste par opposition aux États du continent européen qui sont monistes.
Cette question a notamment donné lieu à l'affaire des Metric Martyrs.

### Brexit
Avant le Brexit, les décisions de justice étaient applicables dans toute l'Union européenne, d'une part sur la base du premier pilier, le règlement UE no 1215/2012 autrement appelé « Bruxelles I bis », et d'autre part sur la base du deuxième pilier comprenant deux autres règlements réglementant le domaine de la détermination de la loi applicable en matière contractuelle ou extra-contractuelle et le domaine de la loi applicable aux obligations contractuelles (Règlement Rome I no 593/2008) et la loi applicable aux obligations non contractuelles (Règlement Rome II no 864/2007).
Le Brexit va engendrer des conséquences juridiques importantes et la majorité d’entre elles peuvent ne pas trouver de solution. Des problèmes non envisagés en amont risquent toutefois de se poser par la suite.
La question du Brexit pose plusieurs question dont:
- la question du droit applicable (et des procédures liées à l'insolvabilité)
- la compétence juridictionnelle avec la fin du Règlement Bruxelles I bis entre le Royaume Uni et les États membres.
- la reconnaissance et l'exécution des jugements, par exemple avec la question de l'exequatur?

Enfin, le Brexit va conduire au développement du droit international privé entre les États membres et le Royaume-Uni.
Les lois seraient copiées au travers du Great Repeal Bill 2016. Le Projet de loi sur la sortie de l'Union européenne, est un texte de plus de 60 pages. Il cherche à abroger dès le « jour de la sortie » de l'UE, l’European Communities Act de 1972 qui avait incorporé les traités communautaires dans le droit national britannique.

### Interprétation
Le droit britannique est interprété littéralement, alors que le droit européen est interprété par son sens.

## Positionnement thématique

### Commerce
Selon le parlement britannique, le commerce entre le Royaume-Uni et l'Union européenne représente la moitié du commerce du Royaume-Uni, mais le Royaume-Uni ferait face, sur le marché européen, à un déficit commercial plus important que l'excédent commercial qu'il réalise avec les pays tiers.

### Défense
Les projets de défense au niveau l'Union européenne ont souvent rencontré une forte opposition de la part du Royaume-Uni qui voit en l'Organisation du traité de l'Atlantique nord l'institution dédiée à la défense du continent européen. Ces réticentes reposent sur plusieurs aspects :
- confiance et liens historiques avec les États-Unis ;
- crainte de discrimination envers les États de l’OTAN n'étant pas dans l'UE ;
- réticence à voir l'Europe autonome ;
- crainte d'un nouvel isolationnisme américain[99].

Cependant la présidence britannique du Conseil en 1998, mené par le gouvernement de Tony Blair, entraîne un « « déverrouillage » britannique » sur le sujet. Les premières discussions menées au sujet de la politique européenne de sécurité et de défense portent sur les capacités militaires, les relations UE-OTAN et les relations UE-pays tiers. Le Royaume-Uni ne change donc pas radicalement sa position à cette date.
Au début des années 2000, les motivations britanniques pour contribuer au développement de l’Europe de la défense (alors que le pays s'exclut de l’euro et des tentatives de renforcement du pilier social de l’UE) sont doubles : la première concerne la gestion de crises, après l'échec des Européens dans les Balkans, et le renforcement des capacités militaires ; la seconde concerne le renforcement de la relation transatlantique. Sur ce dernier point toutefois, les positions britanniques et américaines commençaient à se distancer : les Américains ne souhaitaient pas se déployer dans les Balkans et se concentraient sur des bombardements tandis que les Britanniques, à l'instar des autres Européens, souhaitaient plus de volontarisme. La position britannique changea donc et accepta dès lors que les Européens puissent intervenir de manière autonome par rapport aux États-Unis.
En parallèle, le rapprochement de la France et de l’Otan favorisa l'implication britannique dans le soutien à une Europe de la défense de type intergouvernemental. Selon Howorth, tel que repris par Dumoulin, Mathieu et Gordon, le changement d'opinion britannique vis-à-vis de l’Europe de la défense et le rapprochement français de l’Otan aurait notamment permis d'inscrire de « pérenniser dans un environnement européen l'arsenal nucléaire » de ces deux pays.

### Mobilité
Selon le parlement britannique, les citoyens de l'Union européenne représentent également la moitié de l'immigration au Royaume-Uni en 2015.
| Immigration au RU par origine en 2015                                                                                 | Milliers        | Milliers              | Milliers                      | %               | %                     | %                             |
| Origine | par nationalité | par pays de naissance | par dernier pays de résidence | par nationalité | par pays de naissance | par dernier pays de résidence |
| --- | --------------- | --------------------- | ----------------------------- | --------------- | --------------------- | ----------------------------- |
| Royaume-Uni | 84              | 73                    | 0                             | 13,3 %          | 11,6 %                | 0,0 %                         |
| Union européenne (Hors Royaume-Uni)                                                                                   | 269             | 258                   | 295                           | 42,6 %          | 40,9 %                | 46,8 %                        |
| Hors Union européenne                                                                                                 | 279             | 300                   | 336                           | 44,1 %          | 47,5 %                | 53,2 %                        |
| Total | 631             | 631                   | 631                           | 100,0 %         | 100,0 %               | 100,0 %                       |
| Source : Chambre des communes (Briefing Paper Number SN06077, 27 January 2017 Migration Statistics By Oliver Hawkins) |                 |                       |                               |                 |                       |                               |

Le Royaume-Uni compte en mars 2011 une population résidente de 2,68 millions de personnes nées dans un pays membre de l'Union européenne hors du Royaume-Uni. Le nombre de nationaux d'un pays membre de l'Union européenne hors du Royaume-Uni n'est pas connu car elle n'a pas été posée en Écosse.
En 2015, 3,18 millions de personnes nées dans d'autres pays de l'Union européenne vivaient au Royaume-Uni, ainsi que 3,16 millions de personnes de nationalité d'autres pays de l'Union européenne.
D'après l'Office for National Statistics, le nombre de nationaux britannique vivant dans l'Union européenne (hors Royaume-Uni) est estimé à 890 000 en 2011, alors que la même année, le nombre de personnes nées au Royaume-Uni et résidant dans l'UE hors RU est d'environ 1,14 million de personnes. D'après les Nations Unies, selon des critères non homogènes mais essentiellement basés sur le pays de naissance, 1,22 million de britanniques ont immigré dans l'Union européenne.

## Positionnement vis-à-vis de l'Union européenne

### Influence
En tant qu’État membre et par sa politique, le Royaume-Uni a grandement contribué à façonner l'Union européenne. Ainsi, pour Peter Sutherland, « L’un des paradoxes les plus désolants au sujet d’un éventuel « brexit » est que Londres a remporté un grand succès en façonnant une Union européenne libre-échangiste à sa propre image ».
Le Royaume-Uni a sérieusement influencé l'Union européenne en y développant une élite anglophone en pleine expansion alors que le règlement linguistique de 1958, prévoir que les langues nationales des États membres aient le statut de langues officielles et de langues de travail de l’Union. Cette politique a favorisé les sociétés d'Irlande et du Royaume-Uni qui sont nativement anglophones.
Le Royaume-Uni a également contribué à la doctrine de marché : « Tout le grand marché et rien que le grand marché ».
Le Royaume-Uni a également contribué à l’élargissement de l’Union, en 2004 puis en 2007, aux États d’Europe centrale et orientale, pour augmenter les possibilités de concurrence intracommunautaire, et l’utilisation de « travailleurs détachés ».
L'influence britanniques s'est manifestée par l'obtention de postes stratégiques pour les intérêts britanniques :
- Vicky Ford, présidente de la commission du marché intérieur et de la protection des consommateurs du Parlement européen.
- Jonathan Hill, Commissaire aux services financiers et agent d’influence de la City et porte-parole du lobby bancaire

### Opinion publique
À la fin de l'année 2012, un sondage national montre une nette tendance en faveur d'un retrait de l'Union : 56 % des sondés se déclarent disposés à voter pour un retrait en cas de référendum sur cette question, dont 68 % des électeurs conservateurs. En 2014, le Premier ministre britannique David Cameron propose précisément d'organiser un référendum sur la possibilité pour le Royaume-Uni de quitter l'Union si les conservateurs gagnent les élections générales de 2015. Post Brexit, la situation tend à s'inverser avec une progression du nombre de Britanniques en faveur du maintien de leur pays dans l'UE de 49 % des personnes interrogées avant le référendum à 56 % après.

### Partis politiques
Le Parti pour l'indépendance du Royaume-Uni (UKIP), l'une des plus grandes forces eurosceptiques du pays, obtient lors des élections européennes de 2014 plus de voix que tout autre parti,.